# Vapor Llonch
Vapor Llonch es un ente que recibe su nombre del edificio donde se ubica y en el que se establece el departamento de Trabajo, Formación, Industria e Innovación del Ayuntamiento de Sabadell. 

## Objetivo
El objetivo del Vapor Llonch es impulsar el desarrollo del territorio con criterios de reequilibrio social y económico desde la vertiente de la concertación y la calidad de los servicios, la promoción de la competitividad y la innovación y el provecho sostenible de los recursos públicos y privados para todos los ciudadanos. Desde el Vapor Llonch se intenta ofrecer una oportunidad a cualquier ciudadano para encaminar su futuro profesional, encontrar un trabajo, adquirir experiencia laboral, poner en marcha y consolidar un negocio o conocer datos socioeconòmicos de la ciudad.

## Ámbito de actuación

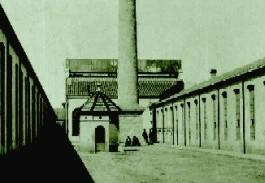
Vapor Llonch, principios del.

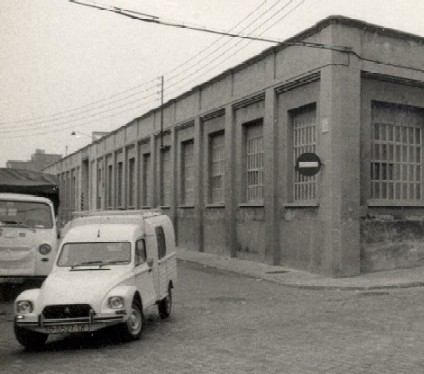
Vapor Llonch, década de los 70.

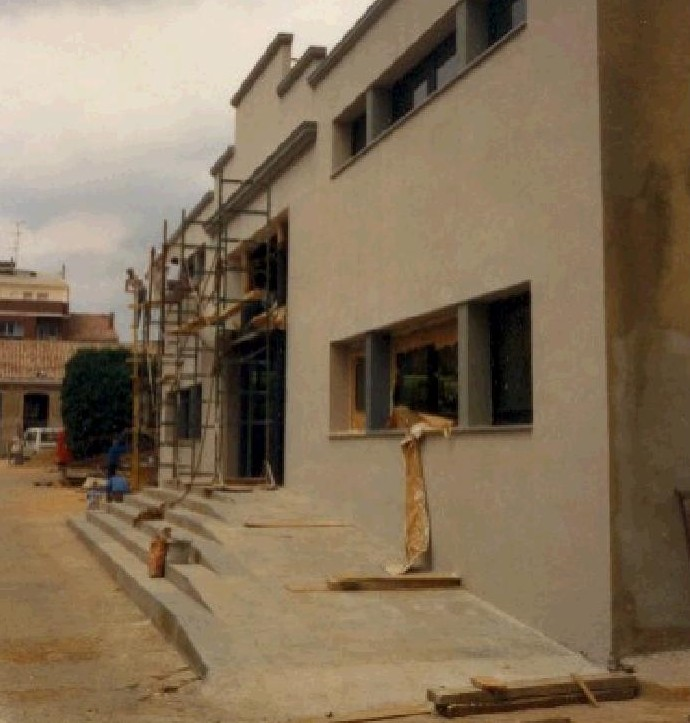
Vapor Llonch, remodelación de 1989.

La tarea del Vapor Llonch presenta tres ámbitos de actuación:

### Territorio
Se trabaja para consolidar el papel estratégico de la ciudad de Sabadell a través del diagnóstico, la planificación, la concertación y la cooperación. Cuenta con el apoyo del Observatorio de la Economía Local, que recoge los datos y analiza la realidad socioeconómica de la ciudad.

### Empresa
Promoción Económica da apoyo a la creación y consolidación de empresas con un equipo técnico. Además ofrece formación y gestiona el Vívero de Empreses.

### Personas
- Orientación laboral: Se asesora individualmente para ayudar a las personas a encontrar trabajo.
- Intermediación: Se dispone de un equipo de profesionales al servicio de las empresas y las personas para detectar necesidades y oportunidades laborales y facilitar la incorporación de los trabajadores y trabajadoras.
- Ocupación: Se ofrece programas de formación y trabajo destinados a personas en paro. Se proporciona conocimientos y habilidades laborales que les capaciten profesionalmente. Los asistentes firman un contrato laboral temporal y obtienen experiencia y recursos formativos.
- Formación: Se llevan a cabo acciones sólo formativas para cualificar profesionalmente a los trabajadores. También se desarrollan acciones formativas dirigidas a emprendedores.

## Historia del edificio
- 1836. El vapor como fuente de energía aparece en Sabadell en 1836. Se inicia un proceso de modernización de la industria textil lanera sabadellense. Las fábricas pasan a denominarse popularmente Vapores cuando incorporan esta fuente de energía.
- 1875. Los orígenes del edificio del Vapor Llonch se remontan al año 1875. La familia Llonch i Sanmiquel continúa los pasos que dio su padre Feliu Llonch i Mates , socio de la empresa Llonch S.A. La fabricación de tejidos de lana fue la actividad principal durante muchos años del Vapor, que se convirtió en una de las fábricas más importantes de Sabadell del último tercio del siglo XIX.
- 1978. La actividad textil del Vapor acaba en el año 1978 y la isla ocupada por el edificio recibe la calificación de zona de transformación de uso. El "Institut Català del Sòl" compra el edificio y cede la mayor parte al Ayuntamiento de Sabadell el año 1987 para equipamiento social y educativo. Una pequeña parte del edificio permanece para uso privado.
- 1989. El Ayuntamiento de Sabadell rehabilita el edificio del Vapor Llonch gracias a un proyecto de Formación y Trabajo denominado Escuela taller de Can Llonch. Los alumnos trabajadores y trabajadoras llevan a cabo los trabajos de rehabilitación durante los años 1989, 1990 y el año 1991.
- 1991. Vapor Llonch se convierte en el espacio desde donde el Ayuntamiento desarrolla un trabajo centrado en favorecer las políticas activas de ocupación.